# Боакье, Энтони
Энтони Боакье (англ. Anthony Boakye; род. 13 мая 1995, Суньяни) — ганский шоссейный велогонщик. Первый велогонщик в истории Ганы выигравший иностранную многодневную гонку.

## Карьера
Энтони Боакье начал заниматься велоспортом в 2008 году, в возрасте 13 лет, в своем родном городе Суньяни. Затем он стал выступать за велоклуб Riverpark Sunyani, быстро став одним из лучших велогонщиков в регионе Бронг Ахафо. В 2011 году он принял участие в своём первом Туре Гане. Как один из лучших молодых велогонщиков страны, он получил стипендию, которая позволила ему три месяца тренироваться в структуре Всемирного центра велоспорта в Почефструме (ЮАР). По возвращении в Гану он принял участие в нескольких гонках на африканском континенте, таких как Тур Того, Тур Кот-д’Ивуара и Тур Бенина.
В 2012 году, в возрасте 17 лет, он выиграл золотую медаль на Играх единства в Гане представляя свой регион. В том же году на Туре Ганы дважды становился вторым на этапах. В 2013 году выиграл Cowbell Cycling Tour.
В 2014 году, в возрасте 19 лет, принял участие в Играх Содружества, проходивших в Глазго (Шотландия). На них он выступил в групповой гонке, но не смог финишировать. Эта гонка проходила в сильный дождь и из 139 стартовавших гонщиков до финиша смогло добраться смогло только 12 человек. 
В 2015 году принял участие в Африканских играх 2015, проходивших в Браззавиле (Республика Конго), на которых выступил в групповой гонке.
В 2016 году выступил на чемпионате Африки. На них занял последнее 11-е место в командной гонке, 23-е место в индивидуальной гонке, а в групповой гонке не смог финишировать. На национальном уровне отличился, выиграв второй этап, генеральную и очковую классификации на Cowbell Cycling Challenge. На чемпионате Ганы занял второе место в групповой гонке. Стартовал на Туре Мелеса Зенауи.
В начале 2017 года выиграл первый этап GSP Cycling Tour, опередив своего ближайшего преследователя более чем на две минуты. А в июле того же он отличился, выиграв этап, а затем и генеральную классификацию Тур де л’эст интернациональ в Кот-д’Ивуаре стал первым велогонщиком из Ганы, выигравшим международную многодневную гонку за пределами страны. На чемпионате Ганы занял второе место в индивидуальной гонке. Стартовал на Туре Мелеса Зенауи.
В 2018 году зимой снова выступил на чемпионате Африки. На них занял 10-е место в командной гонке, 20-е место в индивидуальной гонке, а в групповой гонке не смог финишировать. Весной снова принял участие в Играх Содружества, проходивших в Голд-Косте (Австралия). На них сначала стартовал в индивидуальной гонке, заняв 35-е и отствав от победителя белее чем на 8 минут. А затем в групповой гонке, но не смог финишировать. Осенью стартовал на гонках в рамках Африканского тура UCI. Сначала на Туре Кот-д'Ивуар трижды финишировал на этапахх в топ-10. А затем на Тур дю Фасо стал лучшим гонщиком своей страны, заняв 24-е место.

## Достижения
2013
Cowbell Cycling Tour
2016
2-й на Чемпионат Ганы — групповая гонка
Cowbell Cycling Challenge
1-й в генеральной классификации
2-й этап
1-й этап на GSP Tour
2017
2-й на Чемпионат Ганы — индивидуальная гонка
Тур де л’эст интернациональ
1-й в генеральной классификации
2-й этап
2-й этап на GSP Tour
2022
 Чемпионат Ганы — групповая гонка
Тур Ганы
1-й в генеральной классификации
1-й этап

## Рейтинги
| Год                 | 2018   | 2019 | 2020 | 2021 | 2022 | 2023   |
| ------------------- | ------ | ---- | ---- | ---- | ---- | ------ |
| Мировой рейтинг UCI | 3260-й | -    | -    | -    | -    | 3067-й |
| Африканский тур UCI | 277-й  | -    | -    | -    | -    | -      |
|                     |        |      |      |      |      |        |
| Источник: UCI       |        |      |      |      |      |        |